# 朱斌 (元朝)
朱斌（？—？），大都宝坻人，朱国宝之子，累官加赐金虎符，曾任海北海南道宣慰使都元帅。
元世祖至元二十九年七月，接替陈谦亨任海北海南道宣慰使都元帅，继续对大山中洞蛮的清剿。至元三十一年正月十日，获得前所未有的胜利，并刻石于五指山、黎婺山。